# ليتل ديفل إنسايد
ليتل ديفل إنسايد (بالإنجليزية: Little Devil Inside)‏ هي لعبة أكشن-مغامرات قادمة من تطوير ونشر شركة نيوستريم إنتيرأكتيف، من المقرر صدورها في 2022 على أجهزة مايكروسوفت ويندوز، بلاي ستيشن 4 وبلاي ستيشن 5.